# Aeroportul Murray-Calloway County
Aeroportul Murray-Calloway County (IATA: CEY, ICAO: KCEY, FAA LID: CEY) este un aeroport din Kentucky, Statele Unite ale Americii ce deservește zona Murray⁠(d). Aeroportul a fost tranzitat în 2019 de 10 pasageri. A fost numit după zona deservită.
Situat la o altitudine de 176 m, aeroportul dispune de 1 pistă.

## Infrastructură

### Piste
Aeroportul dispune de o singură pistă. Pista 05/23 are suprafața de asfalt și dimensiunile 6.203 picioare × 100 picioare. 